# 卡尔·阿宁
卡尔·爱德华·弗里德里希·阿宁（1892年2月10日 - 1964年11月17日） 是第二次世界大战期间纳粹德国国防军的一名将军，指挥过第72步兵師以及第75步兵師。他曾獲頒骑士铁十字勋章。
1945年苏军發動的布拉格攻勢期间，阿宁向苏军投降，后在苏联被判为战犯，一直被关押至1955年。